# Château de Lasvy
Le château de Lasvy, aussi appelé château Lasvy, est situé au lieu-dit Lasvy sur la commune de Champsanglard, dans le département de la Creuse, région Nouvelle-Aquitaine, en France.

## Présentation
C'est un château d'époque Renaissance, très bien conservé, resté dans la même famille depuis la fin du XIXe siècle.
L'ingénieur des Arts et Métiers, entrepreneur de Travaux Publics et sénateur de la Creuse Léon Chagnaud est l' un de ses plus illustres propriétaires; né au Bourg d'Hem en 1866, il achète  le château de Lasvy en 1898, le rénove et y décède en 1930; très attaché à ses origines, il fera don d'une partie de sa fortune au canton de Bonnat. 
La demeure appartient toujours a la famille Chagnaud
Le château est l'un des sites emblématiques de la commune de Champsanglard (avec la vallée de la Creuse) mais ne fait pas l'objet d'une protection au titre de monument historique.

## Architecture
Le château est constitué d'un corps de logis simple mais très élégant d'où émergent deux tours d'angles côté Est, une chapelle coté Ouest et une douve coté Nord; 
La façade Sud est sobre, sur trois niveaux, avec cinq ouvertures par niveau.
On entre dans le parc par un châtelet aux murs crépis en rose.
L'intérieur est resté largement intact, avec des éléments de l'ancien régime. Les poutres sont peintes et l'on observe des tentures et peintures aux murs.
L'environnement du château est très protégé, prairies, étangs, taillis ... et illustre parfaitement la variété de la campagne Creusoise